# Милован Бојић
Милован Бојић (Колашин, 13. март 1955) српски је лекар, политичар и универзитетски професор. Директор је Института за кардиоваскуларне болести Дедиње.
У периоду од 24. марта 1998. до 24. октобра 2000. године, обављао је дужност потпредседника Владе Републике Србије, а био је и министар здравља од 12. јула до 24. октобра 2000. године. Од парламентарних избора 2016. до 30. августа 2017. године је био народни посланик у Народној скупштини Републике Србије.

## Образовање
Милован Бојић је рођен 13. марта 1955. године у Колашину. Желео је да студира књижевност, али је по жељи родитеља уписао студије медицине.
На Медицинском факултету Универзитета у Београду је завршио основне и магистарске студије, специјализацију интерне медицине и докторирао.

## Стручна каријера
Радио је у Заводу за здравствену заштиту студената (Студентска поликлиника) у Београду.
Од 1992. године је постао директор Института за кардиоваскуларне болести Дедиње. На том месту је остао до октобра 2000. године.
На седници Владе Републике Србије 28. септембра 2017. године, поново је именован за вршиоца дужности директора Института за кардиоваскуларне болести Дедиње. За директора је именован 19. априла 2018. године.

### Наставничка каријера
У звању доцента примљен је у радни однос на Медицинском факултету у Београду. Ту је биран и у звање ванредног професора.
Од 31. октобра 2019. године, предаје на Медицинском факултету Универзитета у Бањој Луци, у звању редовног професора.

## Политичка делатност
Приступио је Социјалистичкој партији Србије непосредно по њеном оснивању 1990. године и постао председник општинског одбора Врачар. Био је кандидат на листи за одборнике Скупштине града Београда на изборима 1993. године.
Постао је члан Југословенске левице (ЈУЛ) одмах по настанку 1994. године. Предводио је локалну изборну листу у Бијелом пољу на изборима 1996. године. На савезним парламентарним изборима 1997. године, Бојић је постао савезни посланик у Већу република. Нови мандат савезног посланика је добио на изборима 2000. године.
Бојић је 24. марта 1998. године изабран за потпредседника Владе Републике Србије, чији је председник по други пут био Мирко Марјановић. Његова влада је имала по два потпредседника из редова Социјалистичке партије Србије и Српске радикалне странке, као и једног из Југословенске левице, а то је био управо Бојић.
Савет Европске уније је 28. децембра 1998. године, забранио улазак југословенским државним функционерима у земље чланице Европске уније. На списку је било и име Милована Бојића.
За министра здравља је именован 12. јула 2000. године. Тада је забранио пушење у свим медицинским установама, а промовисао је увоз лекова из Кине.
Након смене Слободана Милошевића 5. октобра 2000. године, Бојић је остао савезни посланик. На место потпредседника Владе је поднео оставку 9. октобра, а мандат му је престао 24. октобра. Уследило је његово уклањање са места директора Института за кардиоваскуларне болести Дедиње. У два наврата током 2001. и 2002. године, покушано је укидање његовог имунитета као савезног посланика, ради спровођења кривичног поступка.
Током 2012. године, посетио је Војислава Шешеља у притворској јединици Међународног кривичног суда за бившу Југославију у Хагу. Бојић је у наредним годинама приступио Српској радикалној странци и постао шеф лекарског тима који је бринуо о Шешељевом здрављу, о чему је редовно извештавао јавност на конференцијама за медије. Штампање Шешељеве књиге „Српски народ мора да ослободи Косово и Метохију“ и промоције у Сава центру 6. децембра 2015. године, финансирао је Милован Бојић.
На парламентарним изборима 2016. године, Бојић је био седми кандидат на листи Српске радикалне странке. Како је странка прешла цензус, постао је народни посланик. Поднео је оставку на место народног посланика 30. августа 2017. године, непосредно пре поновног избора за директора Института за кардиоваскуларне болести Дедиње.

## Одликовања
- Република Српска: Орден Републике Српске са златним венцем[7]
- Република Србија: Сретењски орден првог степена[8]